# Katoliška dežela Sardinija
Katoliška dežela Sardinija je skupno ime za škofije in nadškofije v istoimenski italijanski deželi Sardinija (Regione Sardegna). Obsega sledečih 10 škofij: Tempio, Ozieri, Nuoro, Lanusei, Cagliari, Iglesias, Ales, Oristano, Alghero, Sassari.
Po podatkih zbornika Istituto Centrale per il sostentamento del clero 2006 živi na površini 24.452 km² skupno 1.685.147 vernikov v 620 župnijah.
Na Sardiniji se je krščanstvo kmalu razširilo tudi zaradi prihoda prvih kristjanov, ki so bili izgnani iz Rima v zgodnjem tretjem stoletju,  med katerimi sta bila kar dva bodoča papeža, Kalist in Poncijan. Hierarhična organizacija je tod potekala brez ovir in niti poznejši napad arianizma je ni okrnil. Tudi bizantinski vpliv ni bil merodajen in s časom je celo vsa civilna oblast prešla v roke katoliške cerkve. V prvih desetletjih drugega tisočletja je bila sardinska cerkev toliko močna, da je upravljala svoje ozemlje popolnoma neodvisno od Rima. Ko se je po odhodu bizantincev Sardinija razdelila na štiri samostojne enote (imenovane giudicati), je bila najvišja oblast teh državic izročena v roke dveh oseb: na čelu vsake enote je bil po en sodnik in en škof.  Seveda te ureditve ni mogla sprejeti ne posvetna ne cerkvena oblast srednjega veka. Najprej Bonifacij VIII., nato Klemen V. sta odločila, da je Sardinija ena sama enota, in izročila sta jo Aragoncem. S tem je utonila v zgodovino bodisi samostojnost Sardinije, kakor tudi diaspora njenih škofov.